# Sarah Gadonová
Sarah Gadonová (* 4. dubna 1987 Toronto, Ontario) je kanadská herečka, která na filmovém plátně debutovala roku 2003 v romantické komedii Fast Food High. Již od roku 1998 se objevovala v televizních filmech a seriálech, jakými byly Brutální Nikita, Bojíte se tmy?, Doc, Mezi náma holkama nebo Mutant X. Opakovaně se podílela na hlasových rolích, když namluvila postavy v animovaných seriálech My Dad the Rock Star, Total Drama Island či Ruby Gloom.
Kanadský režisér David Cronenberg ji vícekrát angažoval ve svých projektech, v dramatu Nebezpečná metoda, thrilleru Cosmopolis i mysteriozním filmu Mapy ke hvězdám. V roce 2017 si zahrál v úspěšném mini-seriálu Alias Grace. V roce 2019 byla obsazena do třetí řady seriálu stanice HBO Temný případ.

## Osobní život
Narodila se roku 1987 v metropoli ontarijské provincie Torontu do rodiny psychologa a pedagožky. Má staršího bratra Jamese Gadona. Během dětství navštěvovala kurzy tance a působila jako tanečnice. Spolupracovala s Kanadskou národní baletní školou. Studovala na škole Clauda Watsona užitého umění. V roce 2011 absolvovala filmovou vědu na Innisově koleji Torontské univerzity.

## Herecká kariéra
V deseti letech byla obsazena do role Julie v díle seriálu Brutální Nikita (1998). Následující roky hrála epizodní postavy v televizních seriálech, včetně Moniky v Bojíte se tmy? (1999), mladé Laury Burnhamové v Twice in a Lifetime (2000), Catherine Hartmanové v Mutantu X (2002), Vicki v Life with Derek (2005) a Tashy Redfordové ve Flashpointu (2008).

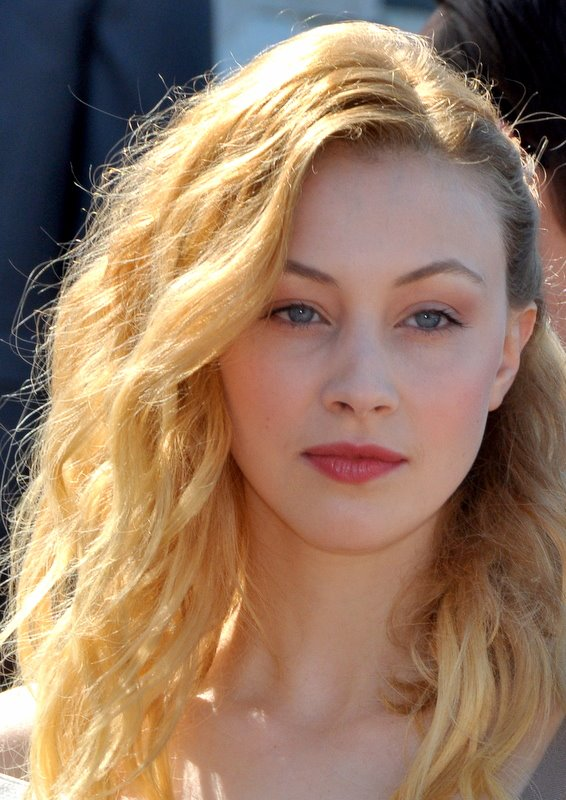
Na projekci filmu Cosmopolis během Festivalu v Cannes 2012

Opakovaně se objevila v televizních filmech. Za ztvárnění Heather v prvním z nich – The Other Me (2000), byla nominovaná na cenu Young Artist Award za nejlepší výkon. Poté se objevila jako Samantha v dramatu Mezi náma holkama (2001), Amanda v Kadetce Kelly (2002), Julia Nortonová v Code Breakers (2005) a Celeste Mercierová v Ledovém ostří 3: Splněný sen (2008).
Obsazována byla také do vracejících se postav, jakými se staly Zoe Kesslerová v seriálu Hranice (2008–2009), Katie Atkinsová v Být Erikou (2009), Georgia Bravinová v Happy Town (2010) a Ruby Odgenová v Případech detektiva Murdocha (2009–2011). Hlasové role namluvila pro animované projekty, a to eponymní titulní charakter seriálu Ruby Gloom (2006–2007), postavu Beth v Total Drama Island (2007) a Portie pro Friends and Heroes (2007–2009). Nominaci na cenu Gemini za nejlepší výkon v animovaném projektu či seriálu jí přinesla účast v Ruby Gloom.
Vedle celovečerních filmů natáčela krátkometrážní projekce. Debutovou filmovou roli se pro ni stala Zoe ve Fast Food High (2003). Postavu Margarety vyobrazila v černé komedii Siblings. Mezi další patřily Priscilla v Charlie Bartlettu (2007) a Laura v Leslie, My Name is Evil (2009). Ke krátkometrážním snímkům se řadí charakter Haley v Burgeon and Fade (2007), Julie v Grange Avenue (2008) a Gabrielle ve Spoliation (2008).
Jako Madison si zahrála v krátkém indie filmu The Origin of Teddy Bears. Manželku Carla Gustava Junga Emmu pak zobrazila v Cronenbergově dramatu Nebezpečná metoda. Coby Elise Shifirinová ztvárnila ženu, s níž si chce užít Robert Pattinson v dalším snímku Cronenberga nazvaném Cosmopolis. Roli získala také v osmihodinové minisérii World Without End.
Postavou hvězdné Hannah Geistové se účastnila debutu Brandona Cronenberga ve sci-fi hororu Antiviral (2011). Poté účinkovala po boku J. Adama Browna v krátkometrážním kanadském projektu Yellow Fish. Ve Villeneuveově komorním psychologickém thrilleru Nepřítel  (2013), podle knižní předlohy Josého Saramaga, nastudovala úlohu těhotné Helen, manželky Jakea Gyllenhaala, hrajícího dvojroli. V Cronenbergově temně komickém pohledu na hollywoodský nadbytek – Mapy ke hvězdám (2014), získala part Clarice Taggartové.

## Filmografie

### Film

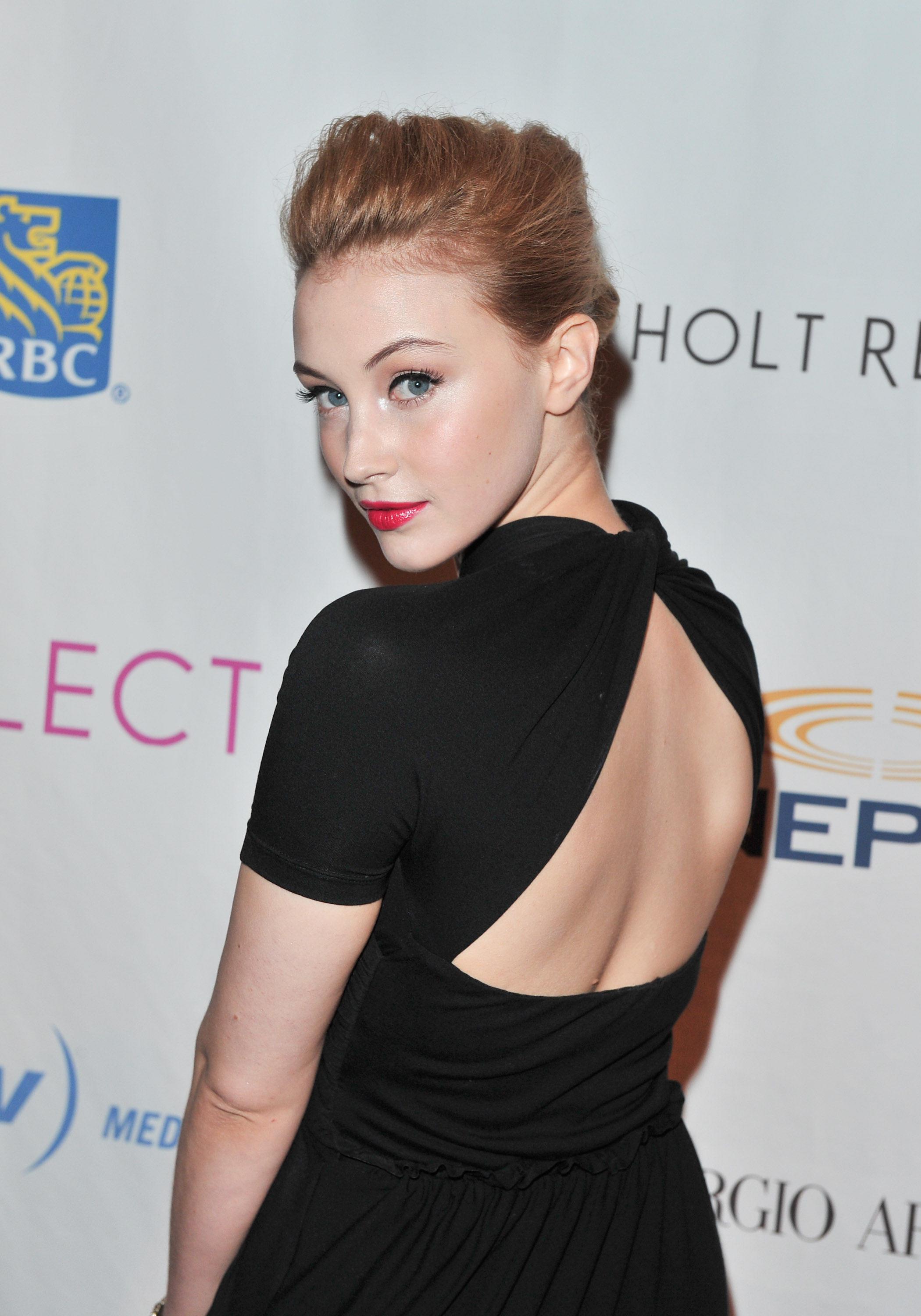
Na ontarijském promítání Nebezpečné metody, 2012

| Rok  | Název                                 | Role                       | Poznámka       |
| ---- | ------------------------------------- | -------------------------- | -------------- |
| 2003 | Fast Food High                        | Zoe                        |                |
| 2004 | Siblings                              | Margaret                   |                |
| 2007 | Charlie Bartlett                      | Priscilla                  |                |
| 2007 | Burgeon and Fade                      | Haley                      | krátkometrážní |
| 2008 | Orange Avenue                         | Julia MacMillan            | krátkometrážní |
| 2008 | Spolitation                           | Gabriella                  | krátkometrážní |
| 2008 | The Cutting Edge: Chasing the Dream   | Celeste Mercier            |                |
| 2009 | Manson, My Name Is Evil               | Laura                      |                |
| 2011 | Nebezpečná metoda                     | Emma Jungová               |                |
| 2011 | Můří deníky                           | Lucy Blake                 |                |
| 2011 | Dům snů                               | Cindi                      |                |
| 2012 | Bear Hug                              | Madison                    | krátkometrážní |
| 2012 | Antiviral                             | Hannah Geist               |                |
| 2012 | Cosmopolis                            | Elise Shifrin              |                |
| 2012 | Yellow Fish                           | Cait                       | krátkometrážní |
| 2013 | Nepřítel                              | Helen St. Claire           |                |
| 2013 | Belle                                 | Lady Elizabeth Murray      |                |
| 2014 | Velká oříšková loupež                 | Lana (hlas)                |                |
| 2014 | Amazing Spider-Man 2                  | Kari                       |                |
| 2014 | Mapy ke hvězdám                       | Clarice Taggart            |                |
| 2014 | Drákula: Neznámá legenda              | Mirena Tepes / Mina Harker |                |
| 2015 | Královna Kristýna                     | Ebba Sparre                |                |
| 2015 | Královská noc                         | Princezna Elizabeth        |                |
| 2016 | Indignation                           | Olivia Hutton              |                |
| 2016 | Devátý život Louise Draxe             | Natalie                    |                |
| 2018 | The Death and Life of John F. Donovan | Liz Jones                  |                |
| 2018 | Octavio je mrtev                      | Tyler                      |                |
| 2018 | The Great Darkened Days               | Helen                      |                |
| 2019 | American Woman                        | Pauline                    |                |
| 2020 | Upíři v Bronxu                        | Vivian                     |                |
| 2020 | Černý medvěd                          | Blair                      |                |
| 2022 | Skrytá místnost                       | Alyssa                     |                |
| 2023 | Ferrari                               | Linda Christian            |                |

### Televize
| Rok       | Název                              | Role                                 | Poznámka                                   |
| --------- | ---------------------------------- | ------------------------------------ | ------------------------------------------ |
| 1998      | Brutální Nikita                    | Julia                                | díl: „Last Night“                          |
| 1999      | Bojíte se tmy?                     | Monica                               | díl: „The Tale of the Forever Game“        |
| 2000      | Twice in a Lifetime                | mladá Laura Burnham                  | díl: „Even Steven“                         |
| 2000      | The Other Me                       | Heather                              | TV film                                    |
| 2000      | In a Heartbeat                     | Jennifer                             | 2 díly                                     |
| 2000      | Mattimeo: A Tale of Redwall        | Cynthia Vole Tess Churchmouse (hlas) | 13 dílů                                    |
| 2001      | Mezi náma holkama                  | Samantha                             | TV film                                    |
| 2002      | Mutant X                           | Catherine Hartman                    | díl: „Whiter Shade of Pale“                |
| 2002      | Kadetka Kelly                      | Amanda                               | TV film                                    |
| 2002      | Máma stávkuje                      | Jessica Harris                       | TV film                                    |
| 2002      | The Strange Legacy of Cameron Cruz | Lucy Montgomery                      | TV film                                    |
| 2002      | Society's Child                    | Nikki Best (hlas)                    | TV film                                    |
| 2003      | Doc                                | Terri Lewis                          | díl: „Angels in Waiting“                   |
| 2003      | My Dad the Rock Star               | Alyssa (hlas)                        | 3 díly                                     |
| 2004      | This Is Wonderland                 | Zoe Kelsey                           | díl: „1.13“                                |
| 2004      | Dark Oracle                        | Claudia                              | díl: „Crushed“                             |
| 2004      | Večerník                           | Cassie Redner                        | díl: „Gone Baby Gone“                      |
| 2005      | Večerník                           | Cassie Redner                        | díl: „Kettle Black“                        |
| 2005      | Time Warp Trio                     | Jodie                                | hlasová role                               |
| 2005      | Life with Derek                    | Vicki                                | díl: „The Wedding"                         |
| 2005      | Code Breakers                      | Julia Nolan                          | film                                       |
| 2006–2007 | Ruby Gloom                         | Ruby Gloom (hlas)                    | hlavní role, 26 dílů                       |
| 2007–2009 | Friends and Heroes                 | Portia (hlas)                        | hlavní role, 35 dílů                       |
| 2007–2010 | Total Drama                        | Beth (hlas)                          | 47 dílů                                    |
| 2008      | Ledové ostří 3: Splněný sen        | Celeste Mercier                      | TV film                                    |
| 2008      | Flashpoint                         | Tasha Redford                        | díl: “Attention Shoppers“                  |
| 2008–2009 | Hranice                            | Zoe Kessler                          | vedlejší role, 14 dílů                     |
| 2009      | Aaron Stone                        | Dr. Martin                           | díl: „In Hall We Trust“                    |
| 2009      | Být Erikou                         | Katie Atkins                         | vedlejší role, 14 dílů                     |
| 2009–2011 | Případy detektiva Murdocha         | Ruby Ogden                           | 4 díly                                     |
| 2010      | Happy Town                         | Georgia Bravin (hlas)                | 8 dílů                                     |
| 2010      | The Dating Guy                     | Darlene (hlas)                       | díl: „Gross Encounters of the Virgin Kind“ |
| 2012      | Na věky věků                       | Philippa                             | minisérie                                  |
| 2015      | The Plateaus                       | Trekova matka                        | díl 1.10 internetový seriál                |
| 2016      | Muž hledá ženu                     | Kelly                                | díl: „Wings“                               |
| 2016      | 11.22.63                           | Sadie Dunill                         | hlavní role, mini-seriál                   |
| 2017      | Letterkenny                        | Gae                                  | vedlejší role, 6 dílů                      |
| 2017      | Alias Grace                        | Grace Marks                          | hlavní role, mini-seriál                   |
| 2018      | Total DramaRama                    | Beth (hlas)                          | hlavní role                                |
| 2019      | Temný případ                       | Elisa Montgomery                     | vedlejší role (3. řada)                    |

## Ocenění
| Rok  | Ocenění                              | Kategorie                                                            | Práce        | Výsledek  |
| ---- | ------------------------------------ | -------------------------------------------------------------------- | ------------ | --------- |
| 2001 | Young Artist Award                   | nejlepší výkon v televizním filmu                                    | The Other Me | nominace  |
| 2003 | Gemini Award                         | nejlepší výkon v animovaném programu či seriálu                      | Ruby Gloom   | nominace  |
| 2009 | ACTRA Award                          | vynikající ženský výkon                                              | Flashpoint   | nominace  |
| 2012 | Vancouver Film Critics Circle Awards | nejlepší herečka ve vedlejší roli v kanadském filmu                  | Cosmopolis   | vítězství |
| 2014 | Canadian Screen Awards               | nejlepší herečka ve vedlejší roli                                    | Nepřítel     | vítězství |
| 2014 | Vancouver Film Critics Circle Awards | nejlepší herečka ve vedlejší roli v kanadském filmu                  | Nepřítel     | nominace  |
| 2016 | ACTRA Award                          | Ocenění za výbornost                                                 | Samu sebe    | vítězství |
| 2018 | Canadian Screen Awards               | nejlepší ženský herecký výkon v hlavní roli – TV film nebo minisérie | Alias Grace  | vítězství |